# Le roi de Lahore
Le roi de Lahore (deutscher Titel: Der König von Lahore) ist eine Oper in fünf Akten des französischen Komponisten Jules Massenet. Das Libretto stammt von Louis Gallet. Die Uraufführung fand am 27. April 1877 in der Opéra Garnier der Pariser Oper statt.

## Handlung

### Erster Akt
Vor dem Tempel des Indra in Lahore

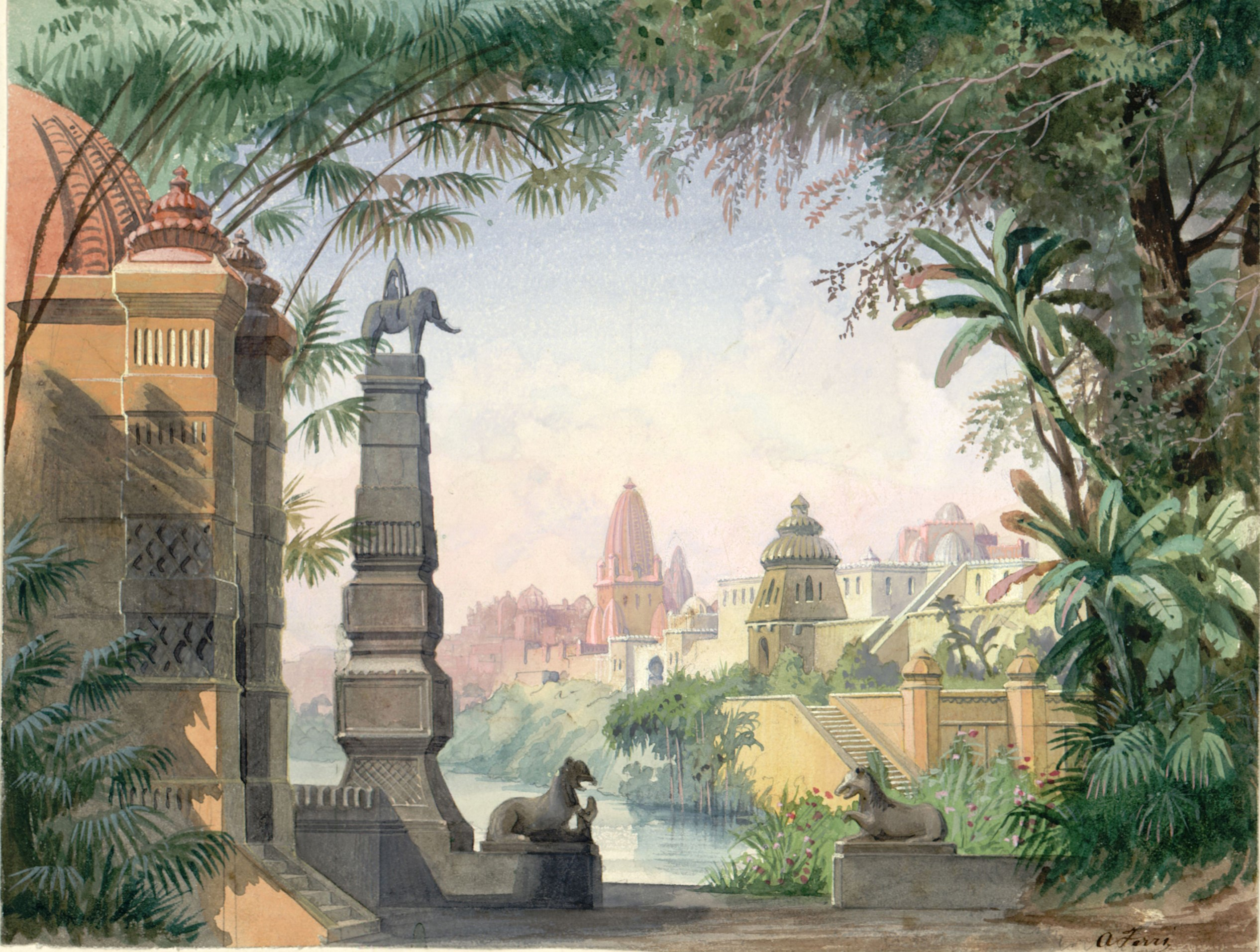
Erster Akt, erstes Bild (Augusto Ferri, 1878)

Lahore wird von einem muslimischen Sultan angegriffen. Daraufhin versammelt sich das Volk vor dem Tempel des Gottes Indra, um diesen um Hilfe zu bitten. Diese wird auch vom Hohepriester Timour im Namen der Gottheit zugesagt. Der königliche Minister Scindia, der sich in seine eigene Nichte Sitâ verliebt hat, bittet Timour, Sitâ, die als Priesterin im Tempel tätig ist, aus diesem Amt zu entlassen. Als Timour dieses Ansinnen mit dem Hinweis, dass dies nur der König entscheiden könne, abweist, erklärt ihm Scindia, dass seine Nichte den Tempel entheilige und jede Nacht Besuch von einem unbekannten Mann erhalte. Timour verspricht der Sache nachzugehen, was Scindia aber nun in eine Zwickmühle bringt. Er will ja nicht die Bestrafung Sitâs, sondern nur ihre Freistellung vom Priesteramt.
Tempel, im Hintergrund das Bild Indras, rechts in einem Altarpfeiler eine geheime Pforte
Bald darauf trifft Scindia auf seine Nichte. Bei dieser Gelegenheit gesteht er ihr seine Liebe. Sitâ erzählt ihm von dem nächtlichen Besucher, der, ohne sie zu berühren, Liebeserklärungen mache. Gleichzeitig weist Sitâ aber Scindias Liebeserklärung zurück. Dieser wird wütend, ruft Timour und andere Priester herbei und verlangt die Bestrafung Sitâs. Die hohe Geistlichkeit verurteilt Sitâ daraufhin zum Tode. In diesem Augenblick erscheint König Alim mit seinem Diener und erklärt, er selbst sei der nächtliche Besucher Sitâs, in die er sich verliebt habe. Diese Erklärung empört Timour, erstens weil er durch die heimlichen königlichen Besuche im Tempel diesen entheiligt sieht, und zweitens, weil er vom König erwartet, dass er bei seinen Soldaten im Krieg sei. Der König entschuldigt sich und unterwirft sich Timour, indem er um dessen bzw. um Indras Segen für den Feldzug bittet. Nachdem ihm das gewährt wurde, macht er sich auf den Weg zu seinen Soldaten im Kriegseinsatz. Sitâ ist entlastet, und Scindia schwört enttäuscht Rache.

### Zweiter Akt
Lager des Königs in der Wüste von Thôl

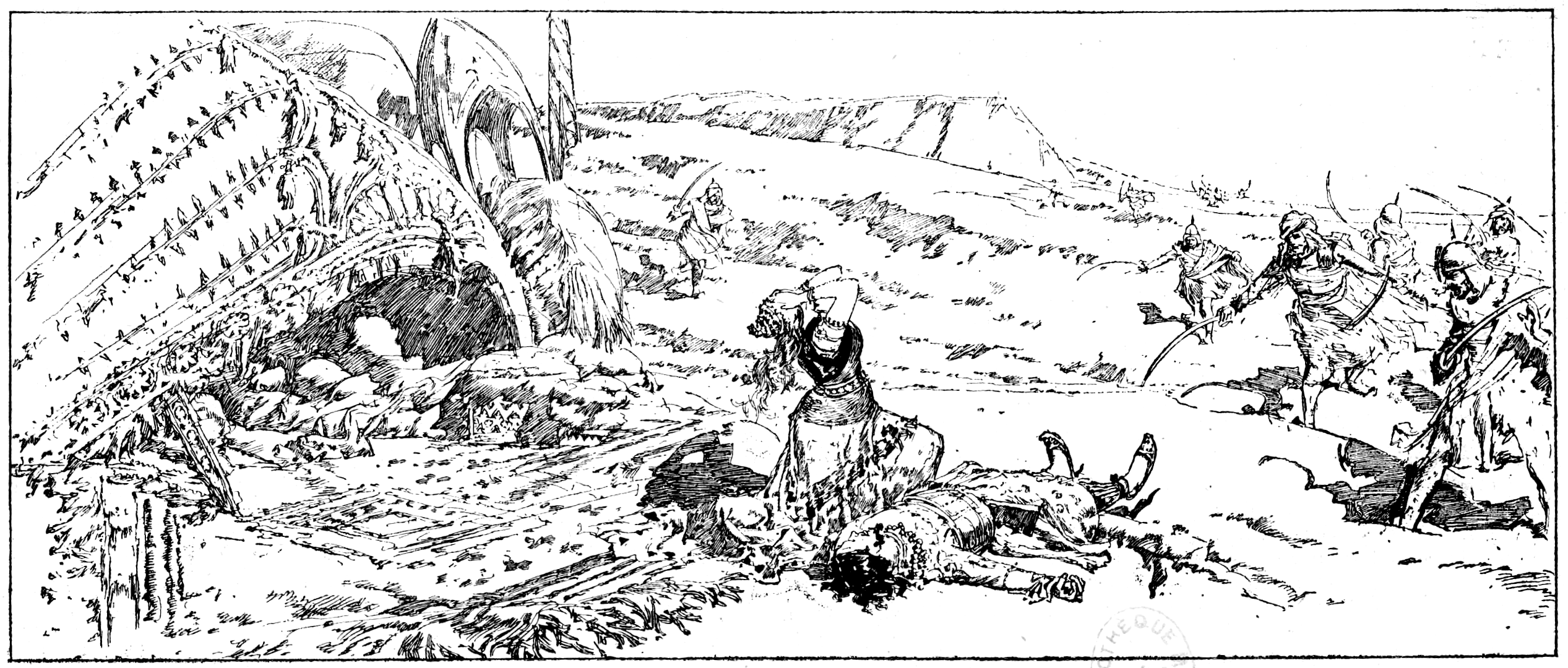
Zweiter Akt, die Wüste (1877)

Es kommt in einer Wüste zu einer Schlacht zwischen dem Heer von Lahore und den Invasoren. Scindia erscheint und erzählt den auf ihren König wartenden Soldaten, dass dieser verwundet und die Schlacht verloren sei. Anschließend macht sich Scindia selbst zum neuen Regenten, indem er sich von den Soldaten die Treue schwören lässt. Alle fliehen zurück in die Hauptstadt. Dort taucht auch der schwerverwundete König auf. Er berichtet von einem Verrat Scindias und dass dieser ihn hinterrücks attackiert habe. Alim glaubt wegen seiner heimlichen Tempelbesuche auch an eine Strafe Indras gegen ihn. Noch bevor er seinen Verwundungen erliegt, gesteht ihm Sitâ ihre Liebe. Diese fällt nun ihrerseits in Scindias Hand, der sie verschleppt.

### Dritter Akt
Paradies Indras am Berg Meru

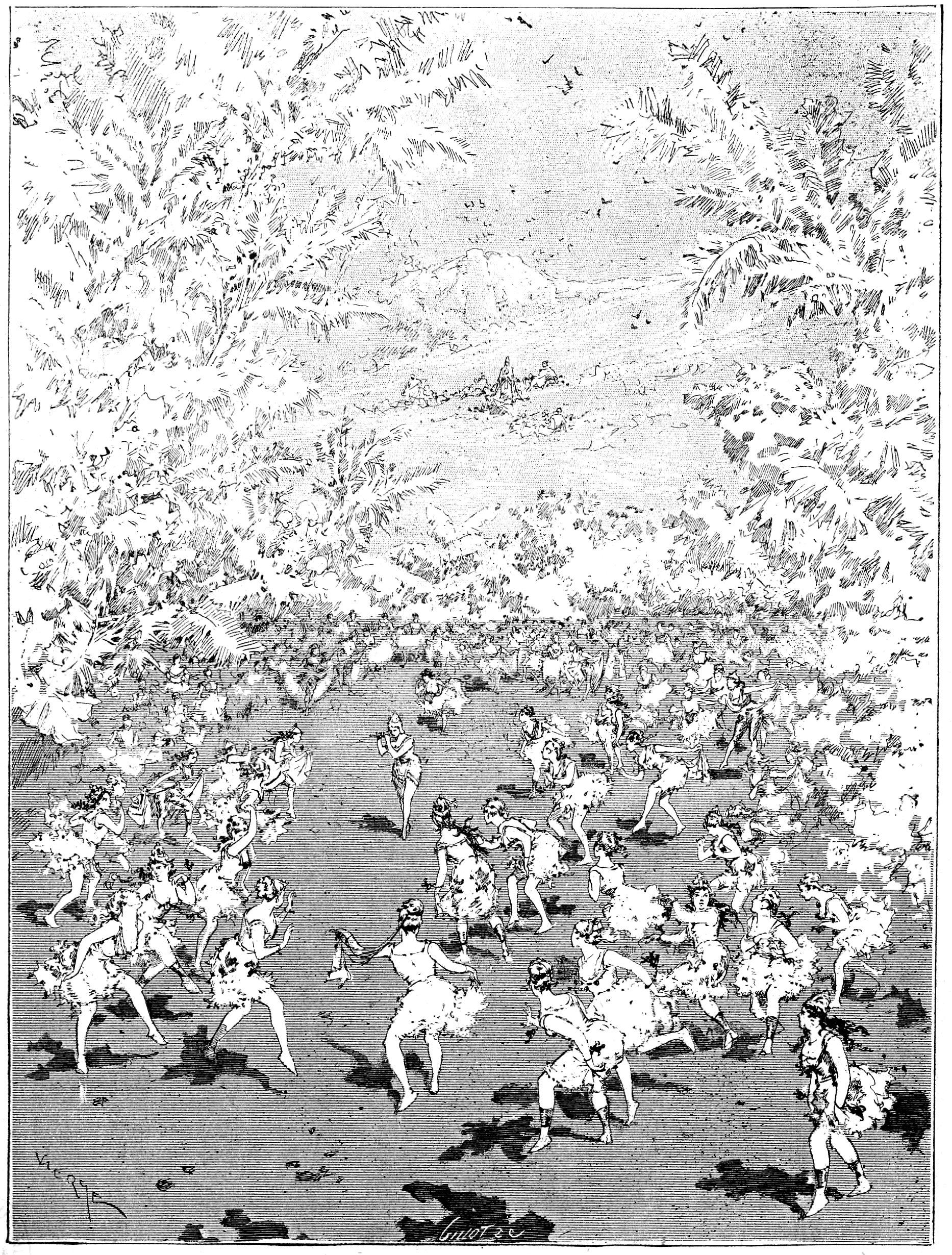
Dritter Akt, das Paradis Indras (Daniel Vierge und Firmin Gillot, 1877)

König Alim ist in das Paradies der Gottheit eingegangen. Er bittet Indra um die Erlaubnis, noch einmal auf die Erde zurückkehren zu dürfen. Diese Bitte wird ihm unter der Bedingung erlaubt, dass er dort nur als Bettler leben dürfe. Bei einem Verstoß gegen diese Bedingung würde nicht nur der König, sondern auch Sitâ sofort sterben. Der König stimmt zu und darf somit auf die Erde zurückkehren.

### Vierter Akt
Zimmer im königlichen Palast
Der Krieg in Lahore ist zu Ende. Die Angreifer wurden zurückgeschlagen, und Scindia lässt sich als Sieger feiern. Gleichzeitig hält er Sitâ in seinem Palast gefangen, da sie sich weigert, seine Frau zu werden. Nach ihrem Bekunden würde sie eher sterben als Scindia zu ehelichen.
Großer Platz vor dem königlichen Palast in Lahore

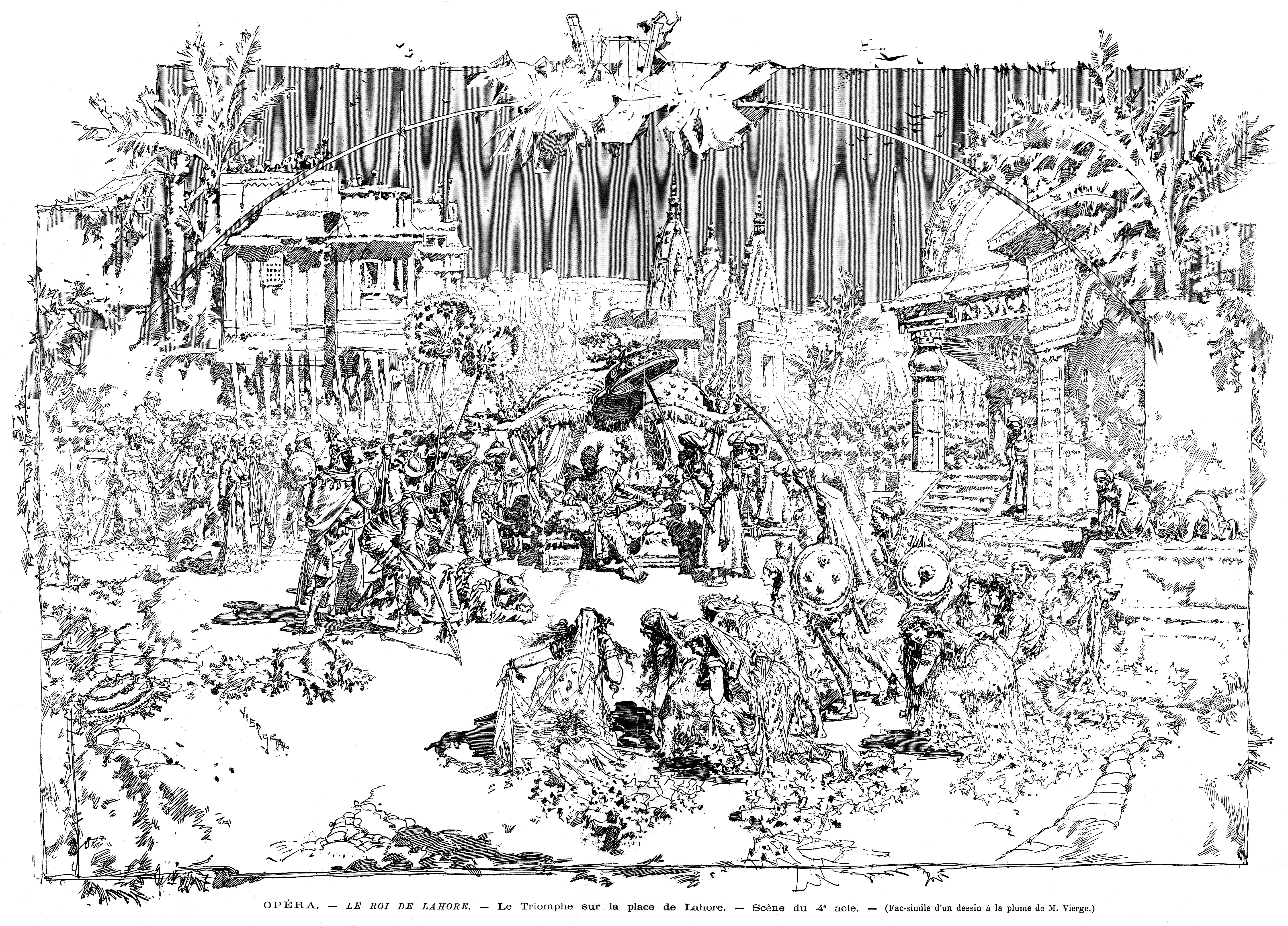
Vierter Akt, der Triumph auf dem Platz von Lahore (Daniel Vierge, 1877)

Der inzwischen wieder auf die Erde zurückgekehrte König trifft bald darauf auf Scindia, der ihn für einen Geist hält. Als Alim seine Rechte einfordert, lässt ihn Scindia für verrückt erklären. Auch der Bitte der Priester, Sitâ wieder der Geistlichkeit zurückzugeben, kommt er nicht nach. Um alle zu brüskieren, lässt Scindia Sitâ holen und stellt sie als seine Königin vor. Alim ist entsetzt und glaubt Sitâ sei ihm untreu geworden. Er versucht vergeblich mit ihr Kontakt aufzunehmen.

### Fünfter Akt
Das Allerheiligste im Indratempel

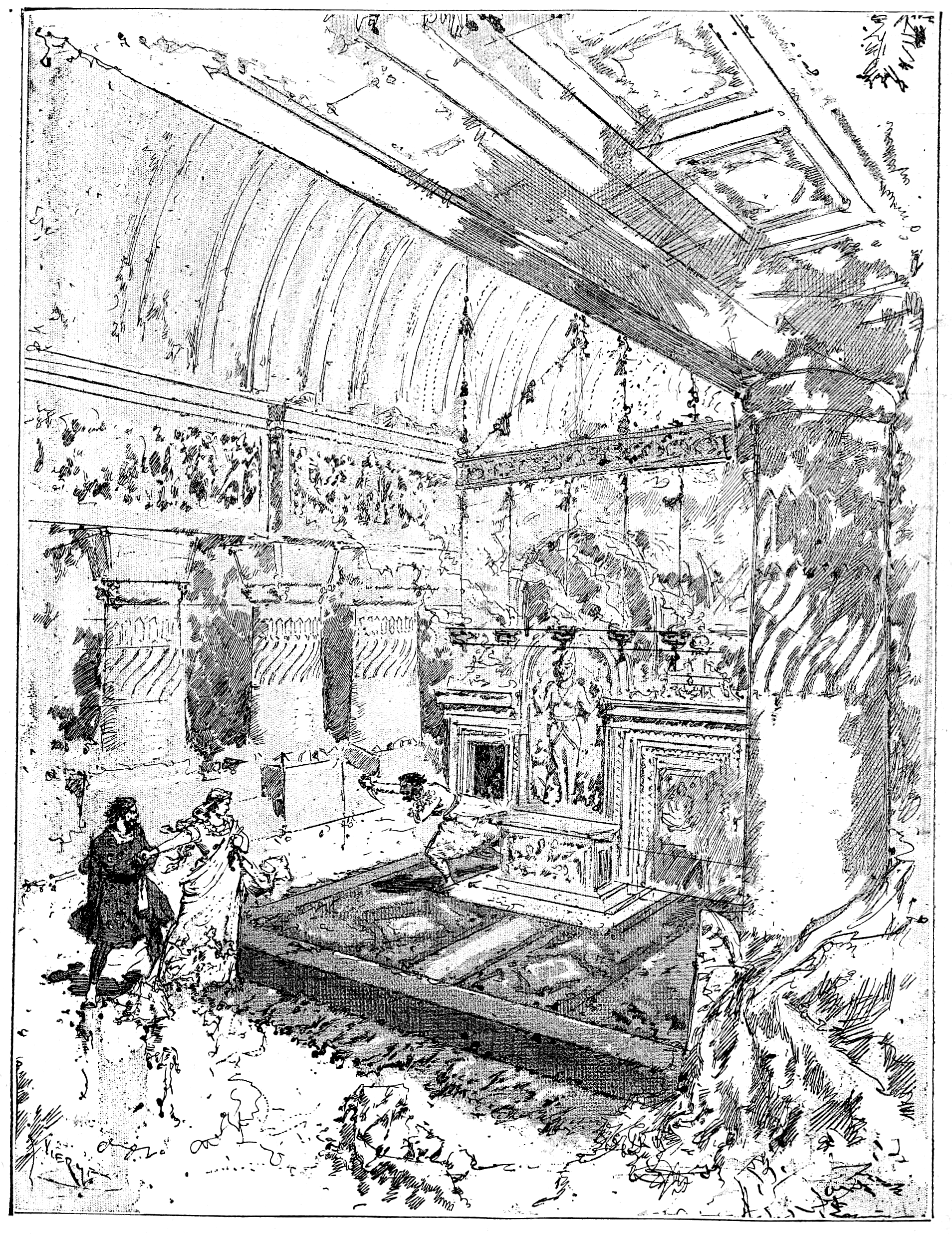
Fünfter Akt, der Tempel (Daniel Vierge und Firmin Gillot, 1877)

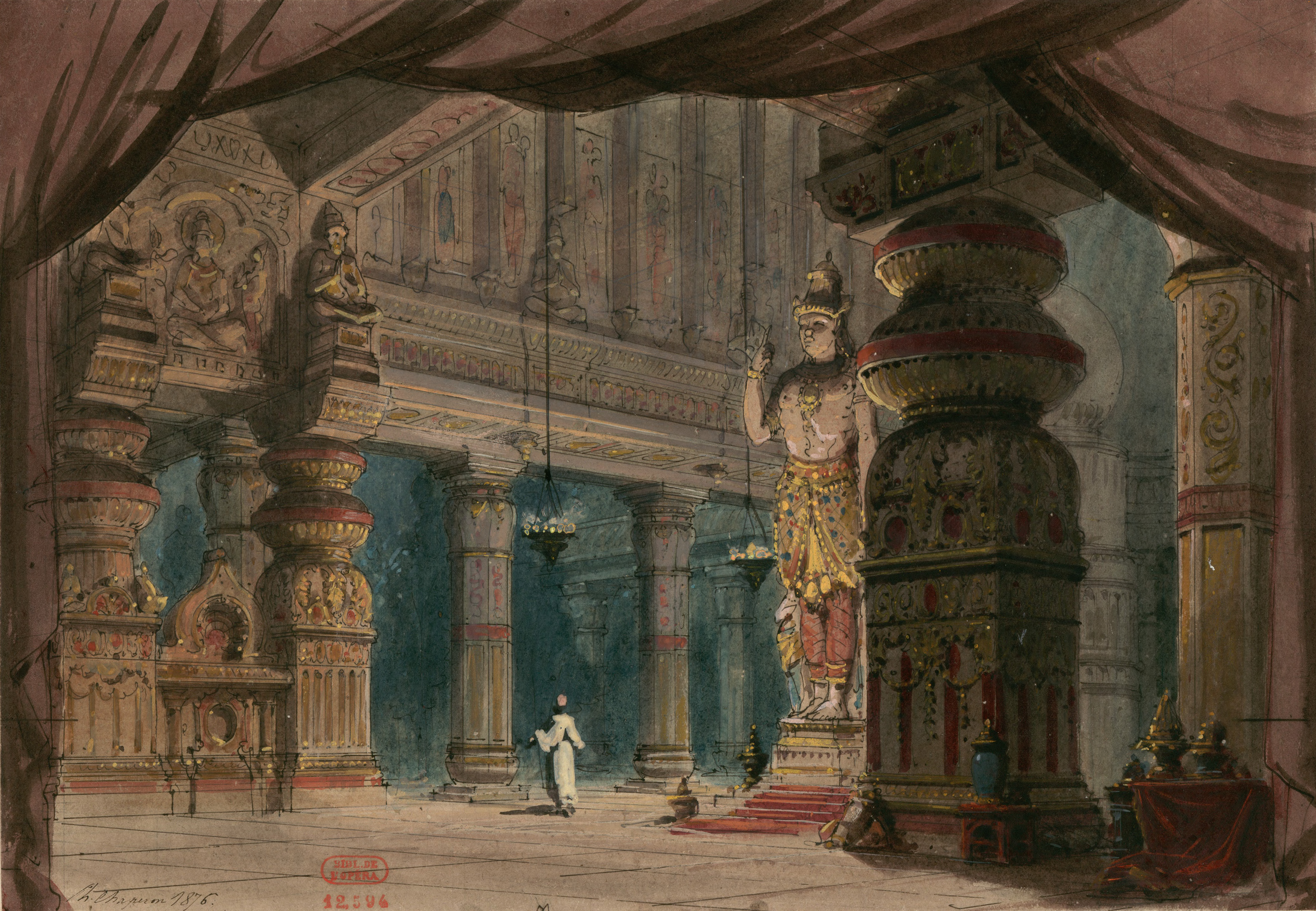
Fünfter Akt, das Allerheiligste im Indratempel (Philippe Chaperon, 1876)

Sitâ ist in den Tempel geflüchtet. Dort bittet sie die Gottheit um Vergebung und um die Zusammenführung mit ihrem Geliebten Alim. Da nähert sich Scindia mit seinen Soldaten, und Sitâ sieht keinen anderen Ausweg aus ihrer Lage als Selbstmord. Mit ihr stirbt auch Alim. Nun verwandelt sich die Szenerie. Almin und Sitâ sind gemeinsam im Paradies bei Indra. Gleichzeitig stürzt der Verräter Scindia in die Verdammnis.

## Orchester
Die Orchesterbesetzung der Oper enthält die folgenden Instrumente:
- Holzbläser: zwei Flöten (1 auch Piccolo), zwei Oboen, zwei Klarinetten, zwei Fagotte, Altsaxophon, Tenorsaxophon, Kontrabasssaxophon
- Blechbläser: vier Hörner, zwei Pistons, zwei Trompeten, drei Posaunen, Tuba, Saxtuba
- Pauken, Schlagzeug: große Trommel, Becken, kleine Trommel, Tambour indien, Triangel, drei Glöckchen
- zwei Harfen
- Streicher
- Bühnenmusik hinter der Szene: Harmonium, Harfen, kleines Becken, Triangel, Tamtam, Tambour indien, Tambour de basque, vier Pistons, vier Tenorsaxhörner

## Werkgeschichte
Le roi de Lahore gehört zu den Frühwerken des Komponisten. Sie ist nach den beiden Opéras-comiques La grand’tante und Don Cézar de Bazan seine dritte Oper und die erste Grand opéra. Erste Entwürfe stammen bereits aus dem Jahr 1869. Die Komposition entstand zwischen 1872 und 1877. Als er mit der Arbeit begann, gab es noch keinen festen Auftrag der Pariser Oper. Erst im Juli 1876 bat ihn die Direktion um ein Vorspiel aus dem schon fast fertigen Werk und nahm es anschließend trotz der Unerfahrenheit des Komponisten in diesem Genre ins Programm der Opéra Garnier auf.
Die Uraufführung am 27. April 1877 dirigierte Edouard Deldevez. Regie führte Adolphe Mayer. Die Bühnenbilder stammten von Jean-Émile Daran, Alfred Auguste Rubé, Philippe Chaperon, Jean-Louis Chéret, Jean-Baptiste Lavastre, Antoine Lavastre und Eugène-Louis Carpezat. Die Hauptrollen sangen Marius Salomon (Alim), Joséphine De Reszke (Sitâ), Jean-Louis Lassalle (Scindia), Auguste Boudouresque (Timour), Georges-François Léopold Menu (Indra), Jeanne Fouquet (Kaled) und Numa Auguez (Anführer). Unter den Zuschauern befanden sich Gustave Flaubert, Léon Gambetta, Charles Gounod, Hortense Schneider, Gustave Doré, Georges-Eugène Haussmann, der französische Staatspräsident Patrice de Mac-Mahon und der brasilianische Kaiser Peter II. Die Aufführung war nicht zuletzt wegen der aufwändigen Bühnenbilder ein spektakulärer Erfolg. Massenet galt nun als der führende Opernkomponist seines Landes.

Sänger der Uraufführung von 1877
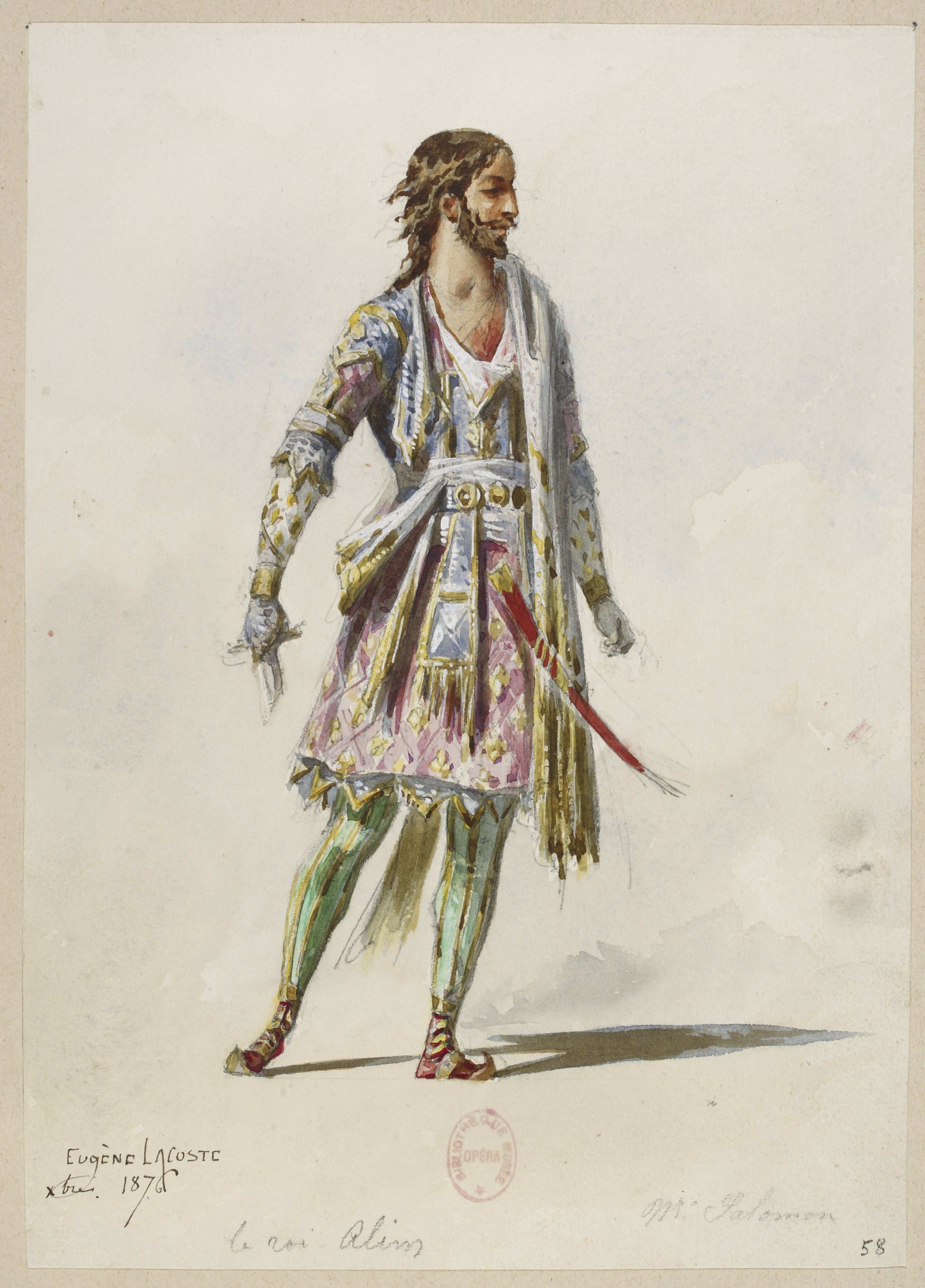
Marius Salomon (König Alim)
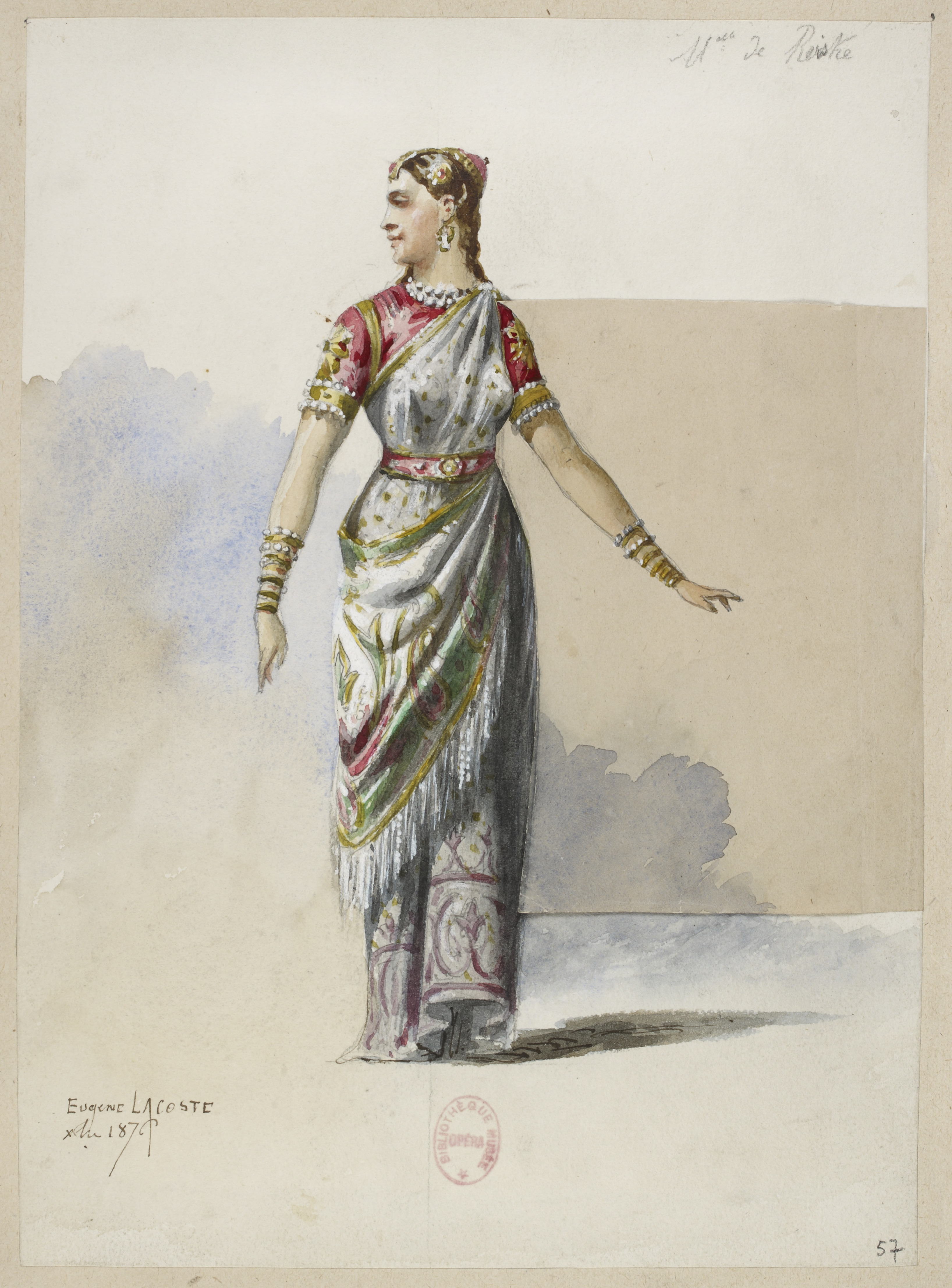
Joséphine De Reszke (Sitâ)
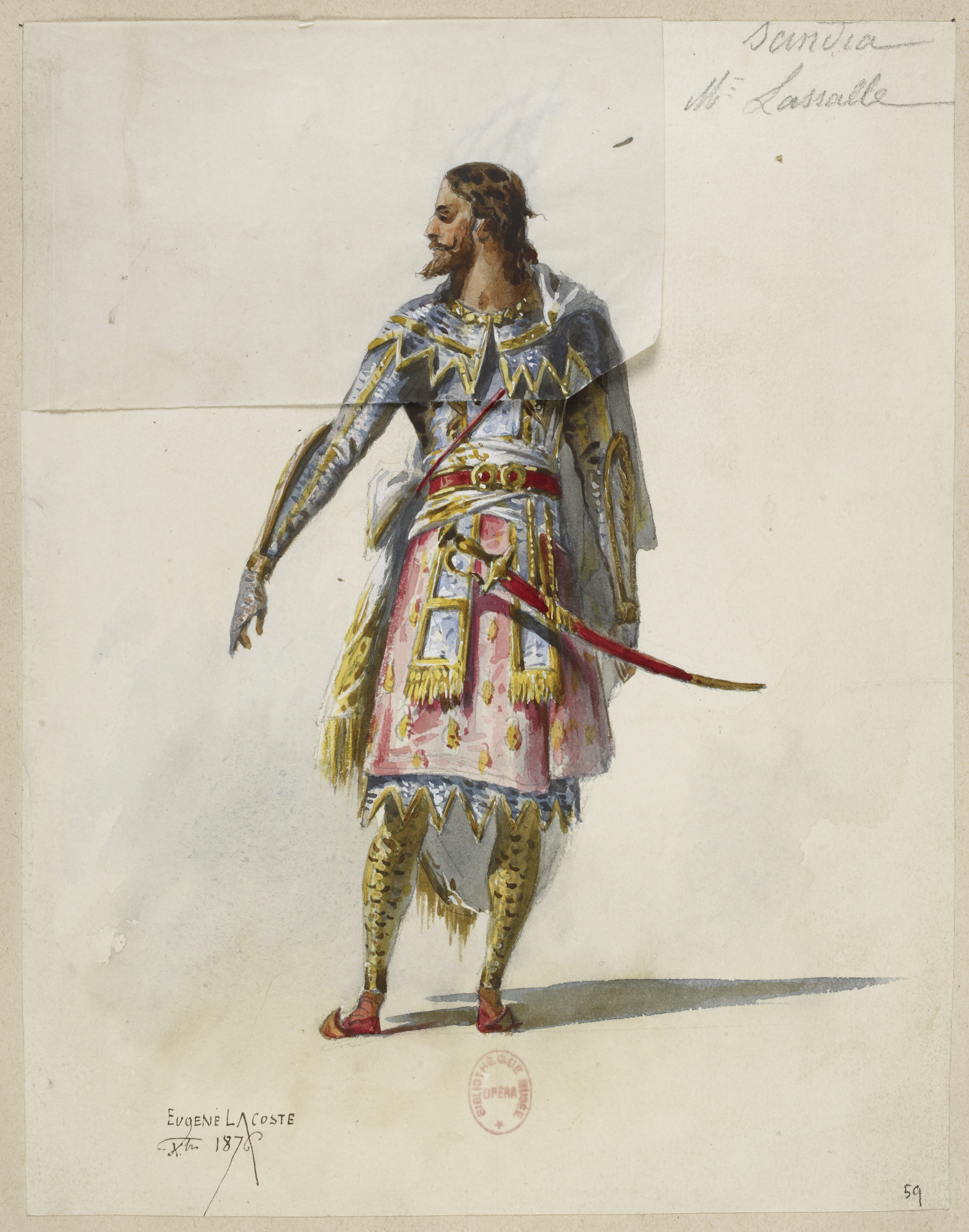
Jean-Louis Lassalle (Scindia)
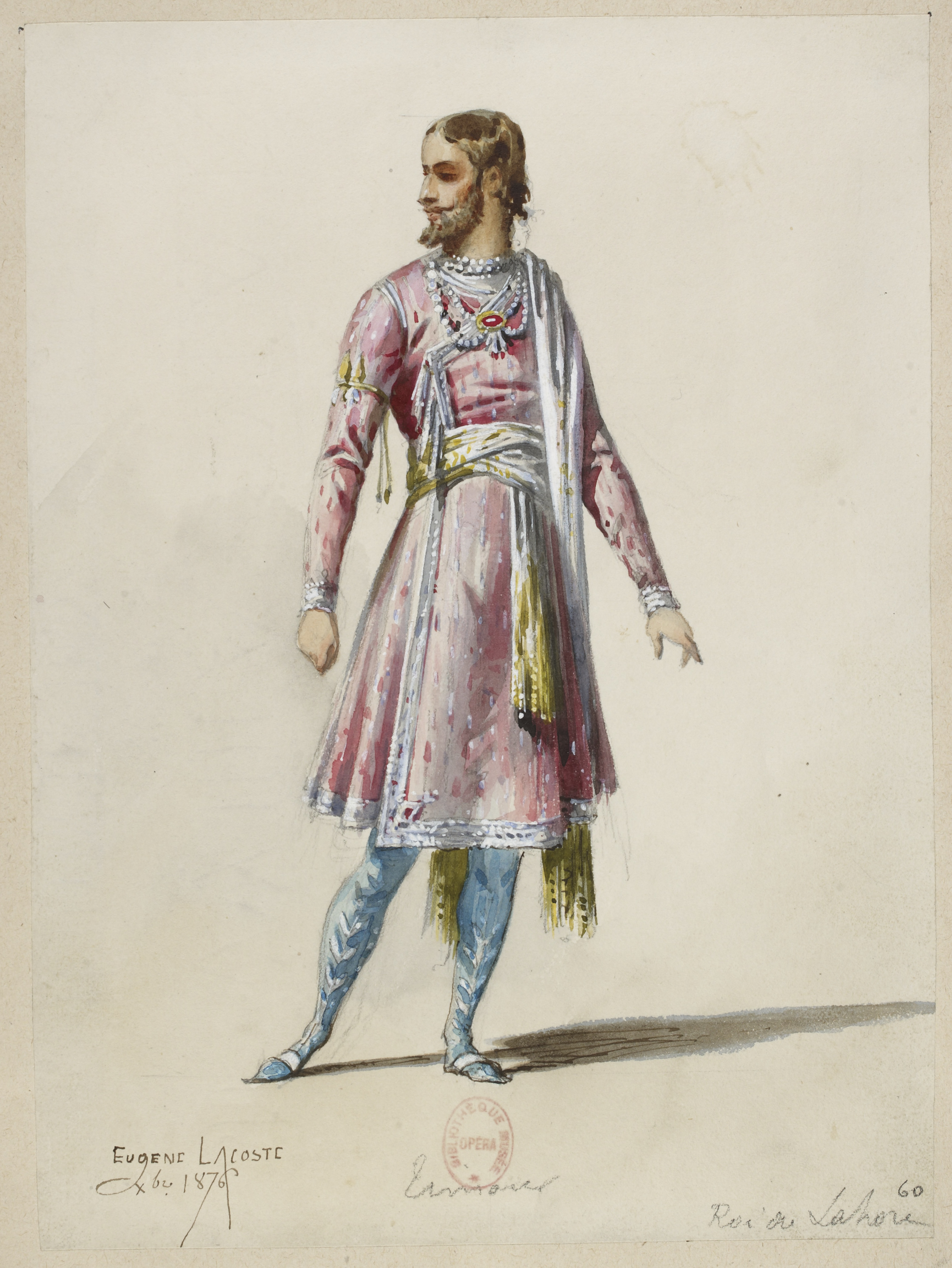
Auguste Boudouresque (Timour)
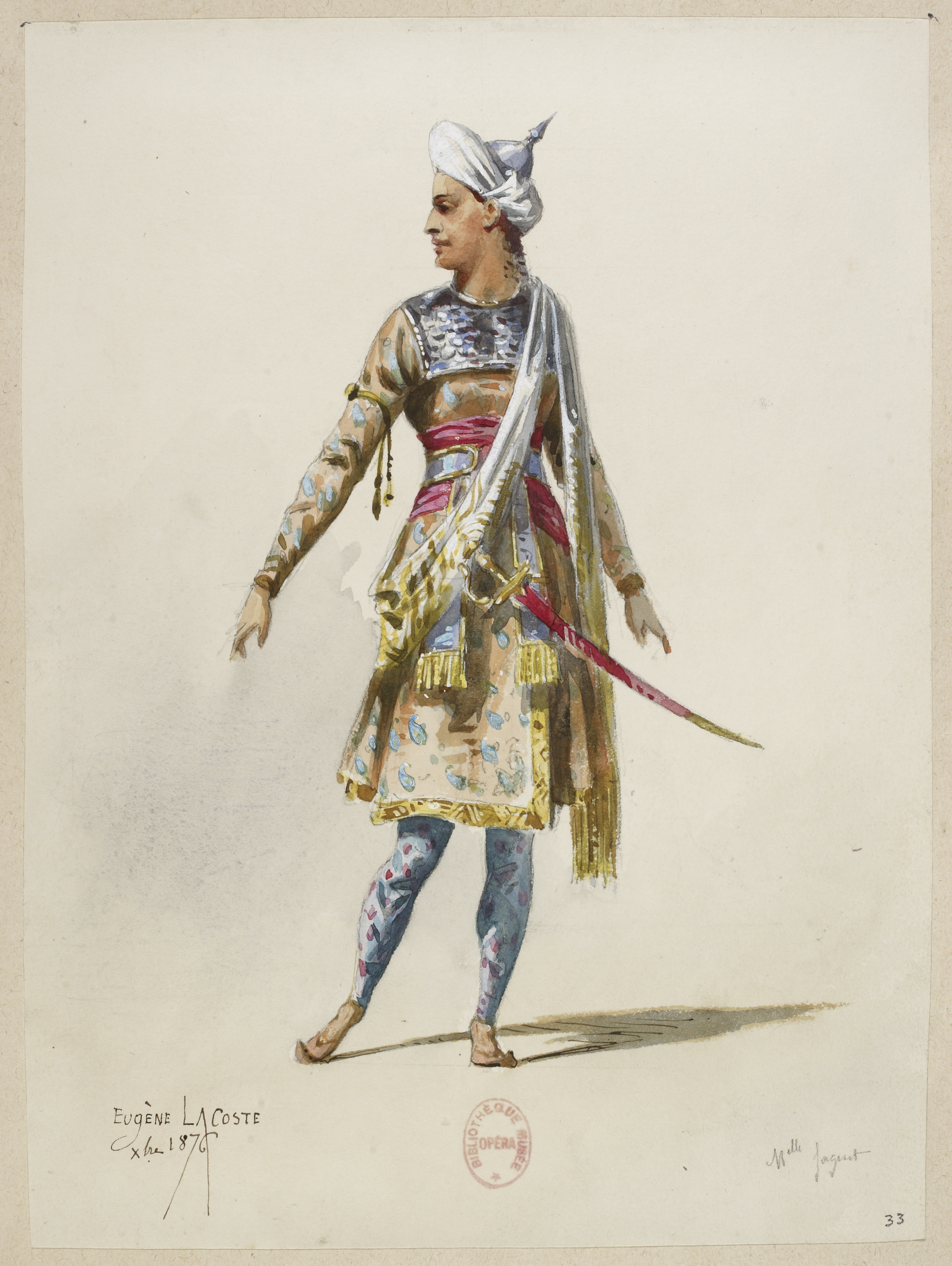
Jeanne Fouquet (Kaled)

Die Oper war damals nicht nur in Paris sehr erfolgreich. Das Werk wurde bald in ganz Europa und sogar in Amerika gespielt. Die erste Aufführung in den USA fand 1883 in New Orleans statt. Regelmäßige Aufführungen gab es bis 1924.
Im Jahr 1977 wurde die Oper in Vancouver wieder aufgenommen. Diese Produktion wurde auch in San Francisco aufgeführt. Die Leitung hatte Richard Bonynge, und die Hauptrolle sang Joan Sutherland. Daraus entstand dann die unten erwähnte CD-Einspielung. Das Theater in Venedig brachte die Oper im Jahr 2005 ebenfalls auf die Bühne. Aus dieser Produktion ging die unten erwähnte CD-Einspielung hervor.

## Aufnahmen
Es gibt zwei Tonträgereinspielungen dieser Oper:
Eine Aufnahme aus dem Jahr 1979 mit Joan Sutherland, Luis Lima, und Sherrill Milnes. Es spielte das National Philharmonic Orchestra unter der Leitung von Richard Bonynge. Diese Aufnahme erschien zwischenzeitlich auf CD.
Im Jahr 2004 entstand eine Einspielung u. a. mit Ana Maria Sanchez, Giuseppe Gipali und Vladimir Stoyanov. Unter der Leitung von Marcello Viotti spielten und sangen das Orchester und der Chor des Teatro La Fenice. Auch diese Aufnahme ist als CD im Handel erhältlich.

## Digitalisate und historische Dokumentation
- Le roi de Lahore: Noten und Audiodateien im International Music Score Library Project
- Libretto (französisch), Paris um 1878. Digitalisat der Library of Congress
- Der König von Lahore. Libretto (deutsch). Digitalisat der Library of Congress. Übersetzung von Ferdinand Gumbert
- Kostümskizzen von 1876/1877 von Eugène Lacoste bei Gallica
- Bühnenmodelle von 1877 bei Gallica:
  - Erster Akt, erstes Bild von Émile Daran
  - Erster Akt, zweites Bild von Auguste Rubé und Philippe Chaperon
  - Zweiter Akt von Jean-Louis Chéret
  - Dritter Akt von Jean-Baptiste Lavastre
  - Vierter Akt von Antoine Lavastre und Eugène Carpezat
  - Fünfter Akt, erstes Bild von Auguste Rubé und Philippe Chaperon
  - Fünfter Akt, zweites Bild von Auguste Rubé und Philippe Chaperon